# Oqsuv
Oqsuv (Aksu) – rzeka w południowo-wschodnim Uzbekistanie, dopływ Kaszka-darii. Powierzchnia jej dorzecza wynosi 1280 km².
Wypływa z gór Boysuntov. Reżim śnieżno-lodowcowy. Rzeka wykorzystywana jest do nawadniania. W dolnym biegu wysycha.